# 大関洋
大関 洋（おおぜき ひろし）は、日本の経営者。ニッセイアセットマネジメント株式会社代表取締役社長。
神奈川県出身。1987年3月、東京大学理学部物理学科卒業、同年4月、日本生命保険相互会社入社。1999年 、証券アナリストジャーナル賞受賞。
2008年3月、同社 財務企画部担当部長。同年、ペンシルバニア大学ウォー トン校 上級マネジメントプログラム（AMP）修了。2009年3月、同社 金融投資部長。2010年9月、ニッセイ同和損害保険株式会社 資産運用部審議役。2010年10月、あいおいニッセイ同和損害保険株式会社 運用企画部特命部長。2011年4月、同社 運用企画部長。2013年3月、日本生命保険相互会社 財務企画部部長。2014年3月、同社 執行役員審議役（資金証券部）。2014年7月、同社 取締役執行役員に就任。資金証券部、株式部、国際投資部、金融投資部、クレジット投資部、特別勘定運用部担当など、有価証券運用のマネジメントを担当した。
2018年3月、同社 取締役常務執行役員、米州総支配人兼欧州総支配人、審議役（海外事業企画部・海外保険事業部）。2018年7月、同社 常務執行役員 米州総支配人兼欧州総支配人兼審議役（海外事業企画部）兼審議役（海外保険事業部）
2020年3月、ニッセイアセットマネジメント株式会社 代表取締役社長。